# Enrique Sola
Enrique Sola, surnommé Kike Sola, né le 25 février 1986 à Cascante en Navarre, est un footballeur espagnol évoluant au poste d'attaquant.

## Parcours
Il commence sa carrière en 2005 au sein de l'équipe B du club de Osasuna Pampelune en Espagne avant de faire ses débuts avec l'équipe première le 9 juin 2007 en inscrivant un doublé en une mi-temps face au club du Real Betis Balompié.
Il évoluera deux saisons pour cette équipe avant d'être prêté au CD Numancia pour la saison 2009-2010.

Le 15 janvier 2016, il est prêté à Middlesbrough.
Il compte également une sélection avec l'Équipe d'Espagne espoirs de football.

## Palmarès
Sola remporte la Supercoupe d'Espagne en 2015.